# نيكيتا ميلينكوف
نيكيتا ميلينكوف (بالروسية: Никита Васильевич Мельников)‏ هو مصارع رياضي روسي، ولد في 27 يونيو 1987 في شاختاي في روسيا.

## وصلات خارجية
- نيكيتا ميلينكوف على موقع قاعدة بيانات المصارعة الدولية (الإنجليزية)